# Décès en octobre 2000
Décès
- 1996
- 1997
- 1998
- 1999
- 2000
- 2001
- 2002
- 2003
- 2004

Pour une information complémentaire, voir la page d'aide.

| Date       | Nom                    | Activités | Âge | Source |
| ---------- | ---------------------- | --- | --- | ------ |
| 2 octobre  | Alexander Schwartz     | Footballeur puis entraîneur roumain.                                                                                                  | 91  |        |
| 3 octobre  | Wojciech Has           | Réalisateur polonais | 75  |        |
| 4 octobre  | Tofik Kouliyev         | compositeur, pianiste et chef d’orchestre azerbaïdjanais                                                                              | 82  |        |
| 4 octobre  | Egano Righi-Lambertini | cardinal italien, nonce apostolique au Liban (en), au Chili (en), en Italie (en) puis en France                                       | 94  |        |
| 5 octobre  | Cătălin Hîldan         | Footballeur international roumain. | 24  |        |
| 6 octobre  | Richard Farnsworth     | Acteur et cascadeur américain. | 80  | (en)   |
| 9 octobre  | David Dukes            | Acteur américain | 55  |        |
| 10 octobre | Sirimavo Bandaranaike  | ancienne Première ministre du Sri Lanka, première femme de l'histoire contemporaine élue démocratiquement à la tête d'un gouvernement | 84  |        |
| 10 octobre | Ambrogio Morelli       | coureur cycliste italien | 94  |        |
| 11 octobre | Pierre Jouffroy        | peintre français | 88  |        |
| 11 octobre | Pietro Palazzini       | cardinal italien de la curie romaine                                                                                                  | 88  |        |
| 14 octobre | Doudou Babet           | Acteur français. | 80  |        |
| 17 octobre | Luc-Marie Bayle        | marin et artiste français. | 85  | (fr)   |
| 17 octobre | Pierre Molaine         | homme de lettres français. | 93  | (fr)   |
| 18 octobre | Gwen Verdon            | actrice, chanteuse et danseuse américaine.                                                                                            | 70  | (en)   |
| 18 octobre | Kitty Prins            | chanteuse de country néerlandaise. | 70  | (nl)   |
| 19 octobre | Gustav Kilian          | coureur cycliste allemand | 92  |        |
| 19 octobre | Antonio Maspes         | coureur cycliste sur piste italien.                                                                                                   | 68  |        |
| 20 octobre | Guillermo Barbadillo   | Footballeur péruvien. | 75  |        |
| 21 octobre | Bernard Mandeville     | Peintre, collagiste, illustrateur et lithographe français.                                                                            | 78  |        |
| 23 octobre | Rodney Anoa'i          | catcheur américain. | 34  |        |
| 28 octobre | Georges Poujouly       | Comédien français, révélé au côté de Brigitte Fossey dans Jeux interdits.                                                             | 60  |        |